# 293T

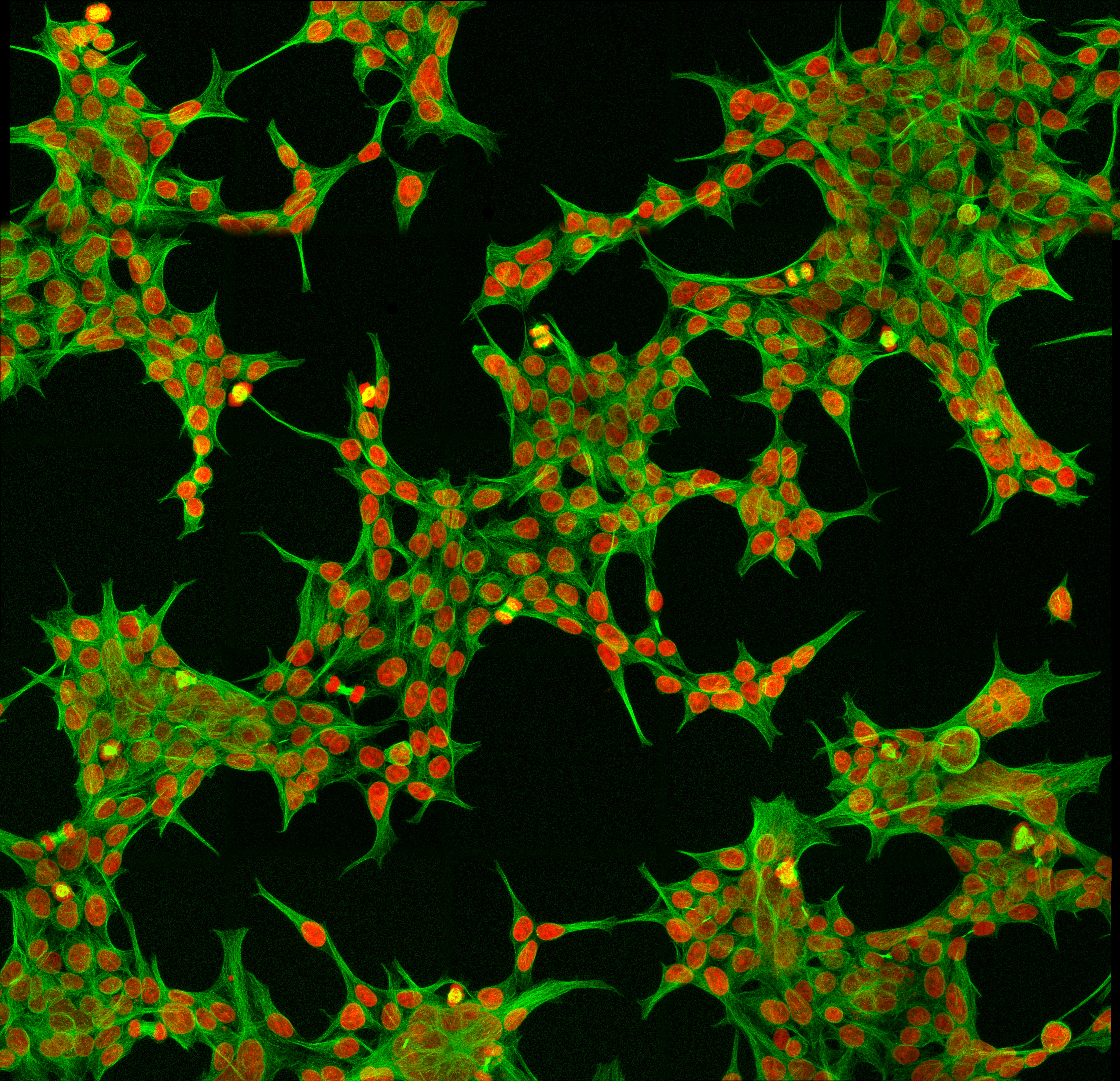

293T 또는 HEK 293T는 SV40 대형 T 항원의 돌연변이를 발현하는 HEK 293 세포주에서 파생된 인간 세포주이다. 293T는 생물학에서 단백질 발현과 재조합 레트로바이러스의 생산을 위해 일반적으로 사용되는 세포주이다.
293T는 SV40 대형 T 항원의 온도 민감성 돌연변이를 암호화하는 플라스미드로 HEK 293 세포주를 안정적으로 형질주입시킴으로 생성되었다. 원래는 293/tsA1609neo로 불렸다. 레트로 바이러스 입자를 생산하기위한 BOSC23 포장 세포주를 만드는 데 293T를 사용할 수 있다.

## 형질
293T(플라스미드 pRSV-1609 포함)를 생성하는 데 사용된 형질주입은 네오마이신/G418 내성 및 SV40 대형 T 항원의 tsA1609 대립 유전자의 발현을 부여한 것이다. 이 대립유전자는 33°C에서 완전히 활성화된다. 또한 37°C에서 실질적인 기능을 하지만 40°C 이상에서는 비활성 상태가 된다. 293T는 DNA(모체인 HEK 293처럼)로 매우 효율적으로 형질주입 될 수 있다. SV40 대형 T 항원의 발현으로 인해 SV40 복제기점을 운반하는 형질주입된 플라스미드 DNA는 293T에서 복제할 수 있으며, 일시적으로 높은 복제 수를 유지한다. 이것은 세포에서 생산될 수 있는 재조합 단백질 또는 레트로바이러스의 양을 크게 증가시킬 수 있다.

## 게놈
293T의 세 가지 다른 분리체의 전체 게놈 서열이 결정되었다. 그들은 서로 매우 유사하지만 모체 HEK 293 세포주에서 감지 가능한 차이를 보인다.